# Campionati svizzeri di sci alpino 2009
I Campionati svizzeri di sci alpino 2009 si sono svolti a Sankt Moritz dal 16 al 22 marzo. Il programma ha incluso gare di discesa libera, supergigante, slalom gigante, slalom speciale e supercombinata, tutte sia maschili sia femminili.
Oltre agli sciatori svizzeri, hanno potuto concorrere al titolo anche gli sciatori di nazionalità liechtensteinese, mentre gli atleti delle altre federazioni, pur prendendo parte alle competizioni, potevano ottenere solo prestazioni valide ai fini del punteggio FIS.

## Risultati

### Uomini

#### Discesa libera
| Pos. | Atleta              | Nazione   | Tempo   |
| ---- | ------------------- | --------- | ------- |
| 1    | Tobias Grünenfelder | Svizzera  | 1:34,26 |
| 2    | Patrick Küng        | Svizzera  | 1:34,33 |
| 3    | Carlo Janka         | Svizzera  | 1:24,93 |
| 4    | Peter Strodl        | Germania  | 1:34,39 |
| 5    | Stefan Thanei       | Italia    | 1:34,65 |
| 6    | Petr Záhrobský      | Rep. Ceca | 1:34,91 |
| 7    | Didier Défago       | Svizzera  | 1:34,95 |
| 8    | Jonas Fravi         | Svizzera  | 1:35,01 |
| 9    | Ami Oreiller        | Svizzera  | 1:35,04 |
| 10   | Sandro Viletta      | Svizzera  | 1:35,07 |

Data: 18 marzo

#### Supergigante
| Pos. | Atleta              | Nazione  | Tempo   |
| ---- | ------------------- | -------- | ------- |
| 1    | Tobias Grünenfelder | Svizzera | 1:21,07 |
| 2    | Didier Cuche        | Svizzera | 1:21,16 |
| 3    | Justin Murisier     | Svizzera | 1:21,59 |
| 4    | Thomas Singer       | Svizzera | 1:21,64 |
| 4    | Andreas Strodl      | Germania | 1:21,64 |
| 6    | Didier Défago       | Svizzera | 1:21,70 |
| 7    | Carlo Janka         | Svizzera | 1:21,87 |
| 8    | Beat Gafner         | Svizzera | 1:22,03 |
| 9    | Peter Strodl        | Germania | 1:22,05 |
| 10   | Jonas Fravi         | Svizzera | 1:22,06 |

Data: 20 marzo

#### Slalom gigante
| Pos. | Atleta              | Nazione   | Tempo   |
| ---- | ------------------- | --------- | ------- |
| 1    | Didier Cuche        | Svizzera  | 1:55,76 |
| 2    | Sandro Viletta      | Svizzera  | 1:55,84 |
| 3    | Jukka Leino         | Finlandia | 1:56,10 |
| 4    | Marc Berthod        | Svizzera  | 1:56,19 |
| 5    | Tobias Grünenfelder | Svizzera  | 1:56,97 |
| 6    | Marc Gini           | Svizzera  | 1:57,04 |
| 7    | Manuel Pleisch      | Svizzera  | 1:57,31 |
| 8    | Patrick Küng        | Svizzera  | 1:57,43 |
| 9    | Ami Oreiller        | Svizzera  | 1:57,57 |
| 10   | Markus Vogel        | Svizzera  | 1:57,76 |

Data: 21 marzo

#### Slalom speciale
| Pos. | Atleta            | Nazione   | Tempo   |
| ---- | ----------------- | --------- | ------- |
| 1    | Marc Gini         | Svizzera  | 1:34,14 |
| 2    | Jukka Leino       | Finlandia | 1:34,25 |
| 3    | Sandro Viletta    | Svizzera  | 1:34,51 |
| 4    | Urs Imboden       | Moldavia  | 1:34,76 |
| 5    | Stefan Kogler     | Germania  | 1:34,94 |
| 6    | Mauro Caviezel    | Svizzera  | 1:35,51 |
| 7    | Moreno Testorelli | Svizzera  | 1:35,74 |
| 8    | Jan Seiler        | Svizzera  | 1:36,17 |
| 9    | Dimitri Cuche     | Svizzera  | 1:36,56 |
| 10   | Marc Gisin        | Svizzera  | 1:36,67 |

Data: 22 marzo

#### Supercombinata
| Pos. | Atleta            | Nazione  | Tempo   |
| ---- | ----------------- | -------- | ------- |
| 1    | Silvan Zurbriggen | Svizzera | 2:18,89 |
| 2    | Carlo Janka       | Svizzera | 2:19,09 |
| 3    | Ami Oreiller      | Svizzera | 2:19,69 |
| 4    | Thomas Singer     | Svizzera | 2:19,78 |
| 5    | Didier Défago     | Svizzera | 2:20,02 |
| 6    | Yoan Jaquet       | Svizzera | 2:20,15 |
| 7    | Jonas Fravi       | Svizzera | 2:20,55 |
| 8    | Siegmar Klotz     | Italia   | 2:20,59 |
| 8    | Aronne Pieruz     | Italia   | 2:20,59 |
| 10   | Hannes Wagner     | Germania | 2:20,75 |

Data: 19 marzo

### Donne

#### Discesa libera
| Pos. | Atleta               | Nazione  | Tempo   |
| ---- | -------------------- | -------- | ------- |
| 1    | Daniela Ceccarelli   | Italia   | 1:37,87 |
| 2    | Lucia Recchia        | Italia   | 1:38,05 |
| 3    | Camilla Borsotti     | Italia   | 1:38,20 |
| 4    | Martina Schild       | Svizzera | 1:38,48 |
| 5    | Johanna Schnarf      | Italia   | 1:39,04 |
| 6    | Dominique Gisin      | Svizzera | 1:39,16 |
| 7    | Marianne Abderhalden | Svizzera | 1:39,25 |
| 8    | Jessica Pünchera     | Svizzera | 1:40,04 |
| 8    | Nadja Vogel          | Svizzera | 1:40,04 |
| 10   | Wendy Holdener       | Svizzera | 1:40,17 |

Data: 19 marzo

#### Supergigante
| Pos. | Atleta               | Nazione  | Tempo   |
| ---- | -------------------- | -------- | ------- |
| 1    | Fabienne Suter       | Svizzera | 1:24,74 |
| 2    | Lucia Recchia        | Italia   | 1:24,98 |
| 3    | Nadja Kamer          | Svizzera | 1:25,02 |
| 4    | Fränzi Aufdenblatten | Svizzera | 1:25,15 |
| 5    | Daniela Merighetti   | Italia   | 1:25,26 |
| 6    | Andrea Dettling      | Svizzera | 1:25,37 |
| 7    | Nadia Styger         | Svizzera | 1:25,74 |
| 8    | Daniela Ceccarelli   | Italia   | 1:25,93 |
| 9    | Dominique Gisin      | Svizzera | 1:26,10 |
| 10   | Martina Schild       | Svizzera | 1:26,15 |

Data: 20 marzo

#### Slalom gigante
| Pos. | Atleta               | Nazione       | Tempo   |
| ---- | -------------------- | ------------- | ------- |
| 1    | Rabea Grand          | Svizzera      | 2:07,82 |
| 2    | Tina Weirather       | Liechtenstein | 2:07,99 |
| 3    | Fabienne Suter       | Svizzera      | 2:08,18 |
| 4    | Fränzi Aufdenblatten | Svizzera      | 2:08,37 |
| 5    | Sandra Gini          | Svizzera      | 2:08,48 |
| 6    | Dominique Gisin      | Svizzera      | 2:08,60 |
| 7    | Marianne Abderhalden | Svizzera      | 2:08,70 |
| 8    | Fabienne Janka       | Svizzera      | 2:09,35 |
| 9    | Andrea Dettling      | Svizzera      | 2:09,37 |
| 10   | Martina Schild       | Svizzera      | 2:03,09 |

Data: 22 marzo

#### Slalom speciale
| Pos. | Atleta            | Nazione  | Tempo   |
| ---- | ----------------- | -------- | ------- |
| 1    | Jessica Pünchera  | Svizzera | 1:46,24 |
| 2    | Sandra Gini       | Svizzera | 1:46,51 |
| 3    | Rabea Grand       | Svizzera | 1:46,85 |
| 4    | Nadja Vogel       | Svizzera | 1:47,46 |
| 5    | Karen Persyn      | Belgio   | 1:47,56 |
| 6    | Michaela Nösig    | Austria  | 1:47,70 |
| 7    | Denise Feierabend | Svizzera | 1:47,80 |
| 8    | Camilla Borsotti  | Italia   | 1:48,54 |
| 9    | Eliane Volken     | Svizzera | 1:48,58 |
| 10   | Verena Höllbacher | Austria  | 1:48,65 |

Data: 21 marzo

#### Supercombinata
| Pos. | Atleta               | Nazione  | Tempo   |
| ---- | -------------------- | -------- | ------- |
| 1    | Jessica Pünchera     | Svizzera | 2:23,79 |
| 2    | Marianne Abderhalden | Svizzera | 2:24,08 |
| 3    | Johanna Schnarf      | Italia   | 2:24,12 |
| 4    | Andrea Dettling      | Svizzera | 2:24,61 |
| 5    | Nadja Kamer          | Svizzera | 2:25,05 |
| 6    | Enrica Cipriani      | Italia   | 2:25,46 |
| 7    | Dominique Gisin      | Svizzera | 2:25,76 |
| 8    | Daniela Merighetti   | Italia   | 2:25,84 |
| 9    | Fränzi Aufdenblatten | Svizzera | 2:26,28 |
| 10   | Denise Feierabend    | Svizzera | 2:26,42 |

Data: 18 marzo